# クフナ・ウルゲンチ
クフナ・ウルゲンチ（トルクメン語: Köneürgenç、ペルシア語: کهنه‌گرگانج、ロシア語: Кёнеургенч, Куня-Ургенч）は、旧ウルゲンチとも訳されるトルクメニスタン北東部の都市である。人口は約3.7万人（2022年国勢調査）であり、ウズベキスタンとの国境線に位置する。新ウルゲンチと呼ばれる現在のウルゲンチは、ウズベキスタンの都市となっている。12世紀には、ホラズム・シャー朝の首都として機能していた。2005年に、UNESCOの世界遺産に登録された。

## 歴史
クフナ・ウルゲンチはアムダリヤ川沿岸にあり、シルクロードにおける最大の都市であった。クフナ・ウルゲンチが築かれた正確な年代は不明だが、Kyrkmollaの要塞は、ハカーマニシュ朝にまで遡る。
12世紀から13世紀初頭にかけてクフナ・ウルゲンチは最盛期を迎える。中央アジアでクフナ・ウルゲンチをしのぐ人口を誇った都市はブハラを除いて他になかった。しかし、1221年、チンギス・ハンが中央アジアへの進出を開始して、人類史に類を見ない大虐殺を展開した（チンギス・カンの西征、en:Mongol invasion of Khwarezmia and Eastern Iran）。
クフナ・ウルゲンチは、チンギスによる虐殺の後に復興を見せることとなるが、1370年代には、アムダリヤ川の流れが北に変わったことにより、自然による都市の破壊が始まった。1370年代には、クフナ・ウルゲンチは放棄され、北には新ウルゲンチと呼ばれる都市が新たに建設されることとなった。時代は既にティムール朝の時代へと変わっていた。
クフナ・ウルゲンチでの最初の考古学の調査が実施されたのは1929年のことであった。
現在のクフナ・ウルゲンチの遺構は、多くが全壊あるいは半壊に近い状況である。今日では、クフナ・ウルゲンチの遺構の中心は、12世紀に建設された3つの小さな廟建築と14世紀に建設されたTurabek-Khanum廟である。後者は、1990年代に大部分が修復された。

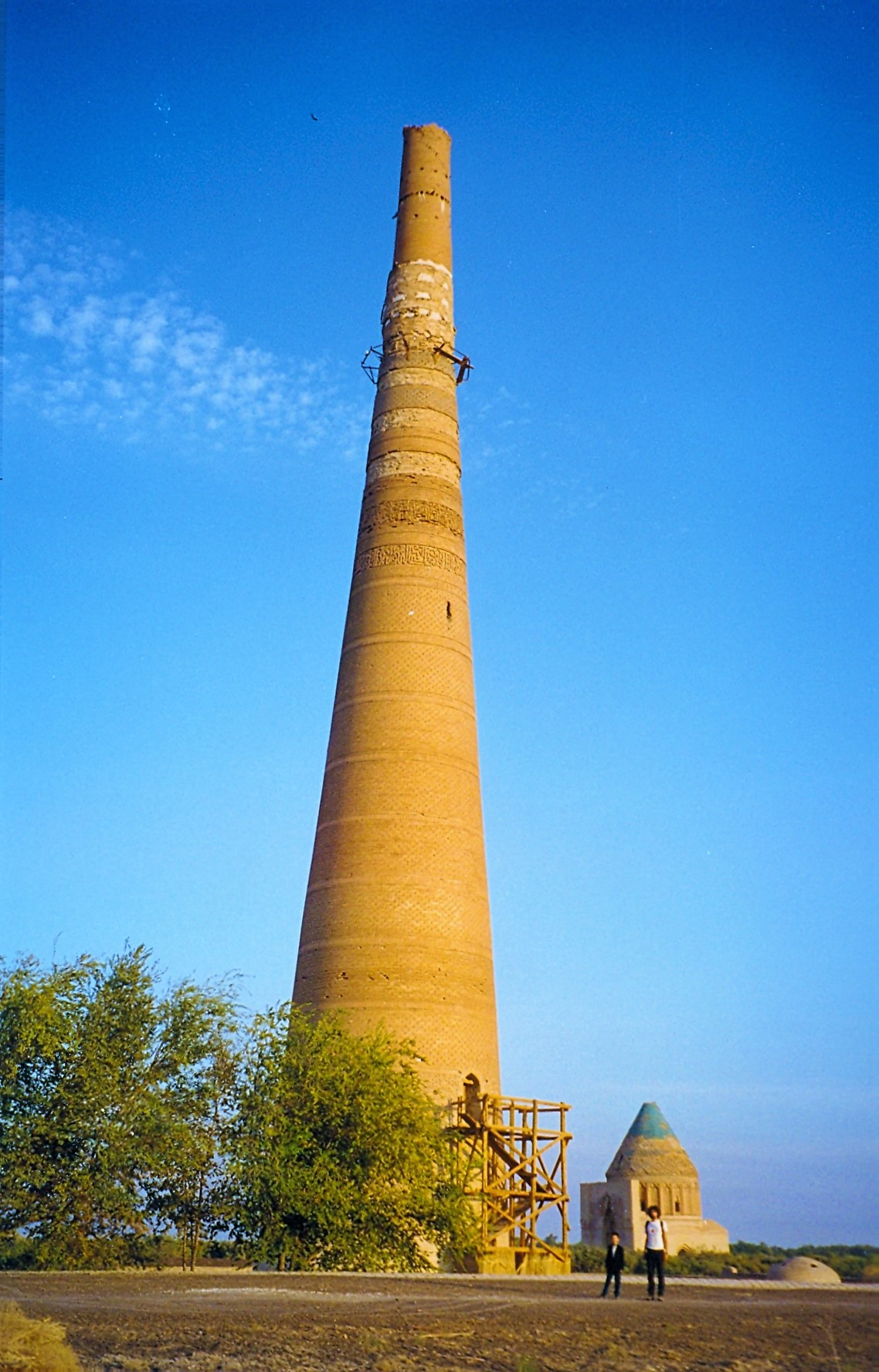
Kutlug-Timur Minaret

また、クフナ・ウルゲンチで最も高い建築物は、11世紀に建設されたKutlug-Timur Minaretと呼ばれるミナレットである。煉瓦で建設され、高さは、60メートルに及び、アフガニスタンにあるジャームのミナレットと並んで、ミナレットの高さでは世界一を争う。この円錐状の形をしたミナレットは、クフナ・ウルゲンチにおける廟建築でも著名なものは、1172年に死亡したホラズム王イル・アルスランの廟である。

## 世界遺産

### 登録基準
この世界遺産は世界遺産登録基準のうち、以下の条件を満たし、登録された（以下の基準は世界遺産センター公表の登録基準からの翻訳、引用である）。
- (2) ある期間を通じてまたはある文化圏において、建築、技術、記念碑的芸術、都市計画、景観デザインの発展に関し、人類の価値の重要な交流を示すもの。
- (3) 現存するまたは消滅した文化的伝統または文明の、唯一のまたは少なくとも稀な証拠。